# Elecciones parlamentarias de Bolivia de 1958
Las elecciones parlamentarias de Bolivia de 1958 se llevaron a cabo el 20 de junio para renovar la mitad de la Cámara de Diputados y un tercio del Senado. El Movimiento Nacionalista Revolucionario (MNR) obtuvo el 85% de los votos, con lo que mantuvo su mayoría en las 2 cámaras del Congreso Nacional.

## Resultados
|                                                 |                                        |           |      |          |         |         |          |         |         |
| Partido                                         | Partido                                | Votos     | %    | Escaños  | Escaños | Escaños | Escaños  | Escaños | Escaños |
| Partido                                         | Partido                                | Votos     | %    | Cámara   | Cámara  | Cámara  | Senado   | Senado  | Senado  |
| Partido                                         | Partido                                | Votos     | %    | Elegidos | Total   | +/–     | Elegidos | Total   | +/–     |
|                                                 | Movimiento Nacionalista Revolucionario | 371 450   | 85,4 | 32       | 65      | +4      | 6        | 18      | 0       |
|                                                 | Falange Socialista Boliviana           | 53 264    | 12,2 | 2        | 3       | –4      | 0        | 0       | 0       |
|                                                 | Partido Comunista de Bolivia           | 5343      | 1,2  | 0        | 0       | 0       | 0        | 0       | 0       |
|                                                 | Partido Social Cristiano               | 2888      | 0,6  | 0        | 0       | Nuevo   | 0        | 0       | Nuevo   |
|                                                 | Partido Obrero Revolucionario          | 1994      | 0,4  | 0        | 0       | 0       | 0        | 0       | 0       |
| Votos en blanco y nulos                         | Votos en blanco y nulos                | 9053      | –    | –        | –       | –       | –        | –       | –       |
| Total de votos emitidos                         | Total de votos emitidos                | 443 992   | 100  | 34       | 68      | 0       | 6        | 18      | 0       |
| Votantes registrados / Participación            | Votantes registrados / Participación   | 1 126 528 | 85,0 | –        | –       | –       | –        | –       | –       |
| Fuente: Nohlen, Political Handbook of the World |                                        |           |      |          |         |         |          |         |         |